# Dolno Sahrane, Stara Zagora
Dolno Sahrane (în bulgară Долно Сахране) este un sat în comuna Pavel Banea, regiunea Stara Zagora,  Bulgaria. 

## Demografie
Componența etnică a satului Dolno Sahrane
     Turci (8,48%)
     Bulgari (82,65%)
     Nicio identificare (8,36%)
     Altele (0,49%)
La recensământul din 2011, populația satului Dolno Sahrane era de 813 locuitori. Din punct de vedere etnic, majoritatea locuitorilor (82,65%) erau bulgari, cu o minoritate de turci (8,48%). Pentru 8,36% din locuitori nu este cunoscută apartenența etnică.